# Anton Szantyr
Anton Szantyr (polnische Namensform: Antoni Szantyr, * 2. September 1910 in Kostrycy bei Witebsk; † 20. Dezember 1973 in Vaterstetten) war ein polnisch-deutscher Klassischer Philologe. Er ist besonders als Bearbeiter der lateinischen Grammatik von Manu Leumann (zusammen mit Johann Baptist Hofmann) bekannt, die als „Leumann-Hofmann-Szantyr“ zitiert wird.

## Leben und Werk
Antoni Szantyr war der Sohn des Gutsbesitzers Antoni Szantyr (1870–1920) und seiner Frau Kazimiera von Sokołowskich (1880–1930). Er wuchs mit sieben Brüdern und einer Schwester in der kleinen Ortschaft Kostrycy bei Witebsk auf. Er besuchte von 1921 bis 1928 das Humanistische Gymnasium in Dsisna und verfasste während dieser Zeit Gedichte, die er mit Unterstützung durch seinen Bruder Józef in der Schülerzeitschrift Czujka nad Dzisną (1928) veröffentlichte. Nach der Reifeprüfung (14. Mai 1928) studierte er an der damals polnischen Stefan-Batory-Universität in Wilna Klassische Philologie, bestand am 30. Juni 1933 das Magisterexamen und arbeitete anschließend für einige Monate als Assistent von Jan Oko an der Universität. Vom 1. Februar 1934 bis zum 30. Juni 1935 unterrichtete er am humanistischen Adam-Mickiewicz-Gymnasium in Wilna. Parallel dazu verfasste er seine Doktorarbeit über den Philologen Gottfried Ernst Groddeck (1762–1825), mit der er am 5. Juli 1936 zum Dr. phil. promoviert wurde.
Für das Jahr 1937/1938 erhielt er ein Stipendium, das ihm einen Aufenthalt an der Friedrich-Wilhelms-Universität Berlin ermöglichte. Während dieser Zeit veröffentlichte er einen größeren Aufsatz (in deutscher Sprache) in der Zeitschrift Philologus und heiratete am 19. August 1938 in Rottweil die Klassische Philologin Margarete Hohenadel (1911–?). Zum Jahresende kehrte Szantyr nach Wilna zurück und trat dort zum 31. Dezember 1938 eine Stelle an der Universität an. Nachdem im Zweiten Weltkrieg die Rote Armee Wilna besetzt hatte, verlor Szantyr diese Stelle und unterrichtete vom 1. September 1940 bis zum 1. März 1941 erneut am Adam-Mickiewicz-Gymnasium. Der damals noch gültige deutsch-sowjetische Nichtangriffspakt ermöglichte es ihm, mit seiner Familie (mit der 1939 geborenen Tochter Krystyna) in das Deutsche Reich überzusiedeln. Zum 5. März 1941, drei Monate vor dem deutschen Überfall auf die Sowjetunion, zog Szantyr mit seiner Familie nach Linz an der Donau und unterrichtete dort ab dem 9. Oktober 1941 am Staatsgymnasium.
Szantyr erhielt mit Unterstützung seines Freundes Johann Baptist Hofmann zum 1. Januar 1942 eine Stelle beim Thesaurus Linguae Latinae in München. Nach Kriegsende unterrichtete er einige Monate am Theresien-Gymnasium München (8. Januar bis 12. April 1946) sowie als Lektor für Polnisch an der Ludwig-Maximilians-Universität München. Für den Thesaurus blieb er weiterhin tätig und wurde zum 1. Dezember 1958 als Redaktor fest angestellt. Auch seine Frau arbeitete von 1949 bis 1983 am Thesaurus.
Szantyrs wissenschaftliche Verdienste liegen vor allem im grammatischen und lexikalischen Bereich der Latinistik. Außer den über 130 Artikeln, die er für den Thesaurus Linguae Latinae verfasste, veröffentlichte er Aufsätze, Rezensionen und Lexikonartikeln in den Zeitschriften Gnomon, Glotta und der Neuen Deutschen Biographie. Sein bekanntestes Werk ist jedoch der „Leumann-Hofmann-Szantyr“, die Neubearbeitung der zweibändigen lateinischen Grammatik für das Handbuch der Altertumswissenschaft, die er zusammen mit Johann Baptist Hofmann herausgab.

## Schriften (Auswahl)
- Działalność naukowa Godfryda Ernesta Grodka. Wilna 1935 (Dissertation).
- Die Telephostrilogie des Sophokles. In: Philologus. Band 93 (1939), S. 287–324.
- mit Manu Leumann und Johann Baptist Hofmann: Lateinische Grammatik auf der Grundlage des Werkes von Friedrich Stolz und Joseph Hermann Schmalz, Band 1: Lateinische Laut- und Formenlehre. München 1963 (= Handbuch der Altertumswissenschaft 2,1). Neuausgabe von Hermann Bengtson, München 1977, ISBN 3-406-01426-7.
- mit Manu Leumann und Johann Baptist Hofmann: Lateinische Grammatik auf der Grundlage des Werkes von Friedrich Stolz und Joseph Hermann Schmalz, Band 2: Lateinische Syntax und Stilistik, mit dem allgemeinen Teil der lateinischen Grammatik. München 1965 (= Handbuch der Altertumswissenschaft 2,2). Verbesserter Nachdruck, München 1972, ISBN 3-406-01347-3.
- Groddeck, Ernst Gottfried. In: Neue Deutsche Biographie (NDB). Band 7, Duncker & Humblot, Berlin 1966, ISBN 3-428-00188-5, S. 103 f. (Digitalisat).